# Opaline (verre)

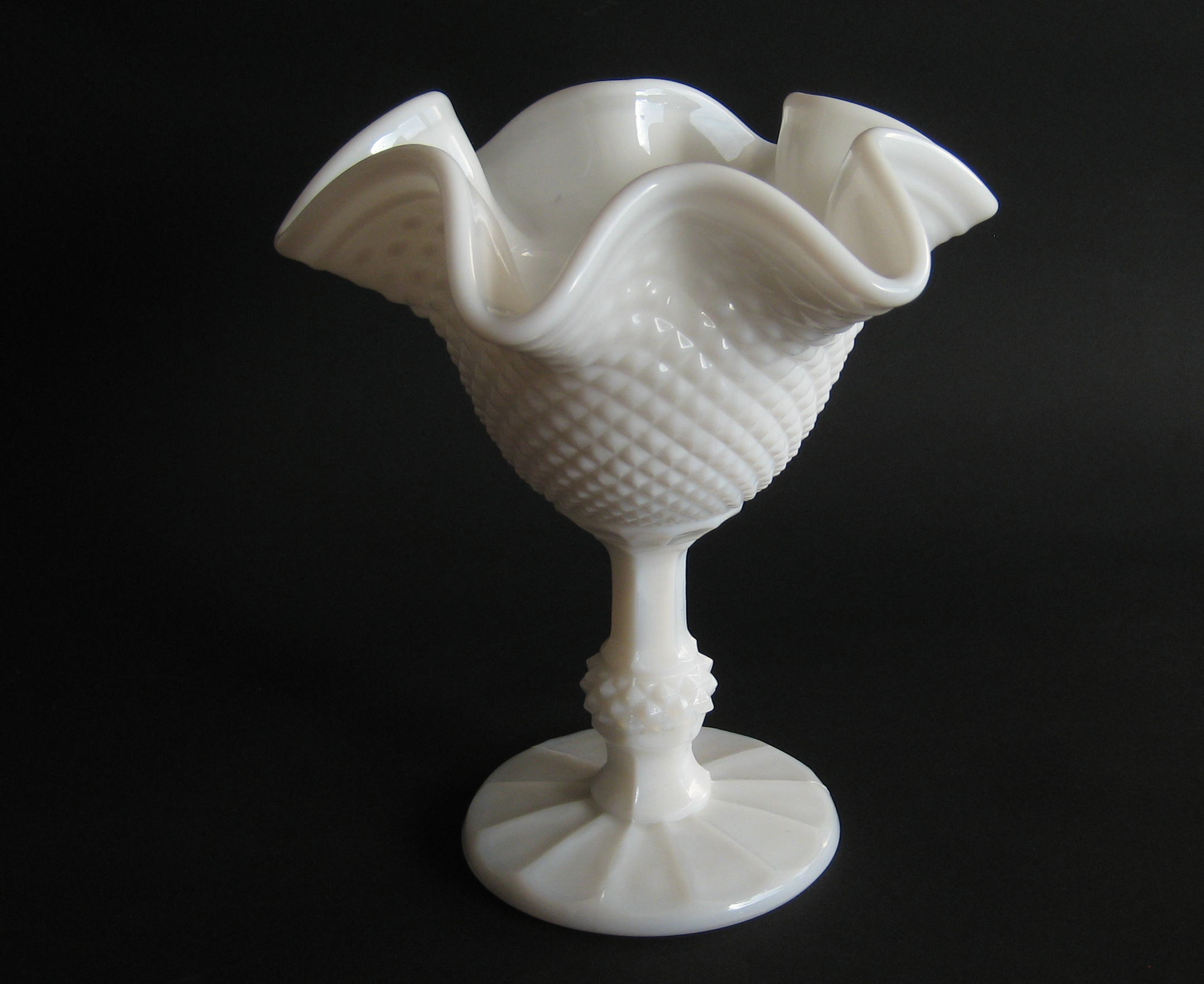
Bol décoratif en verre opalin.

 (mai 2022).
Si vous disposez d'ouvrages ou d'articles de référence ou si vous connaissez des sites web de qualité traitant du thème abordé ici, merci de compléter l'article en donnant les références utiles à sa vérifiabilité et en les liant à la section « Notes et références ».
L'opaline ou verre opalin est un type de verre blanc ou coloré, opaque ou translucide qui peut être soufflé ou pressé dans une grande variété de formes. Les premiers exemples d'opaline ont été créés à Venise au XVIe siècle, avec des couleurs telles que le bleu, le rose, le jaune, le marron, le noir ou le blanc.

## Principe

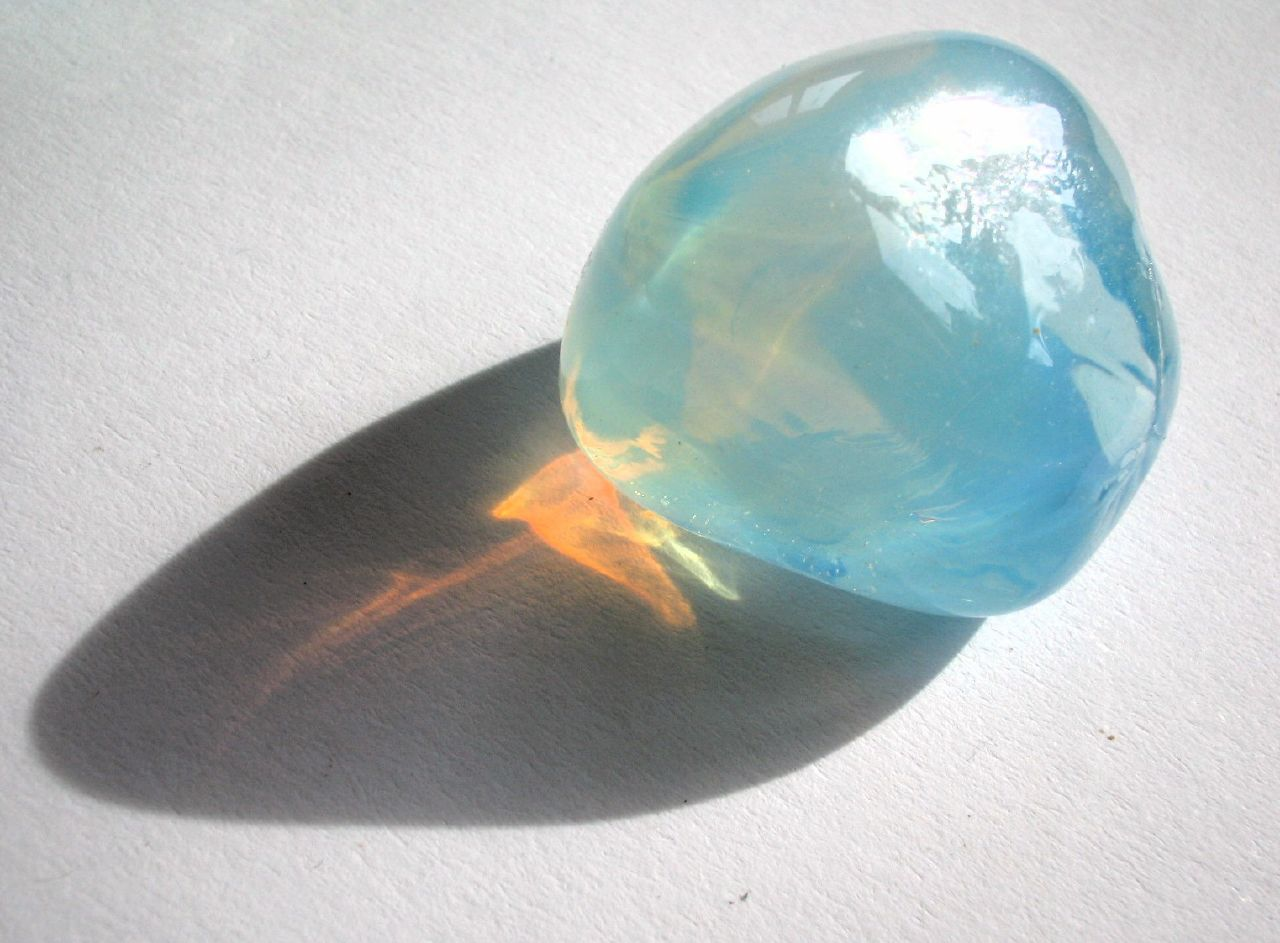
L'effet Tyndall sur du verre opalescent : La matière est bleue mais la lumière qui la traverse est orange.

L'opaline retient la dispersion de particules avec un indice de réfraction significativement différent de la matrice du verre, ce qui diffuse la lumière par effet Tyndall. La distribution des tailles et la densité des particules contrôlent l'effet global, qui peut aller d'une légère opalisation à un blanc opaque. Certains verres sont un peu plus bleus vus de côté, et un peu plus rouges-orangés en lumière traversante.
Les particules sont produites via l'ajout d'opacifiants dans la masse fondue. Certains opacifiants peuvent être insolubles et uniquement dispersés dans la masse fondue. D'autres sont ajoutés comme précurseurs et réagissent dans la masse fondue ou se dissolvent dans le verre fondu puis précipitent sous forme de cristaux lors du refroidissement ; ceci est similaire à la production de couleur dans des verres à frappe, mais les particules sont beaucoup plus grosses.
Les opacifiants peuvent être, par exemple, des cendres d'os ou des composés de dioxyde d'étain, d'arsenic et d'antimoine. Ils sont aussi ajoutés à la glaçure, qui peut être chimiquement considérée comme un genre spécifique d'opaline.

## Histoire

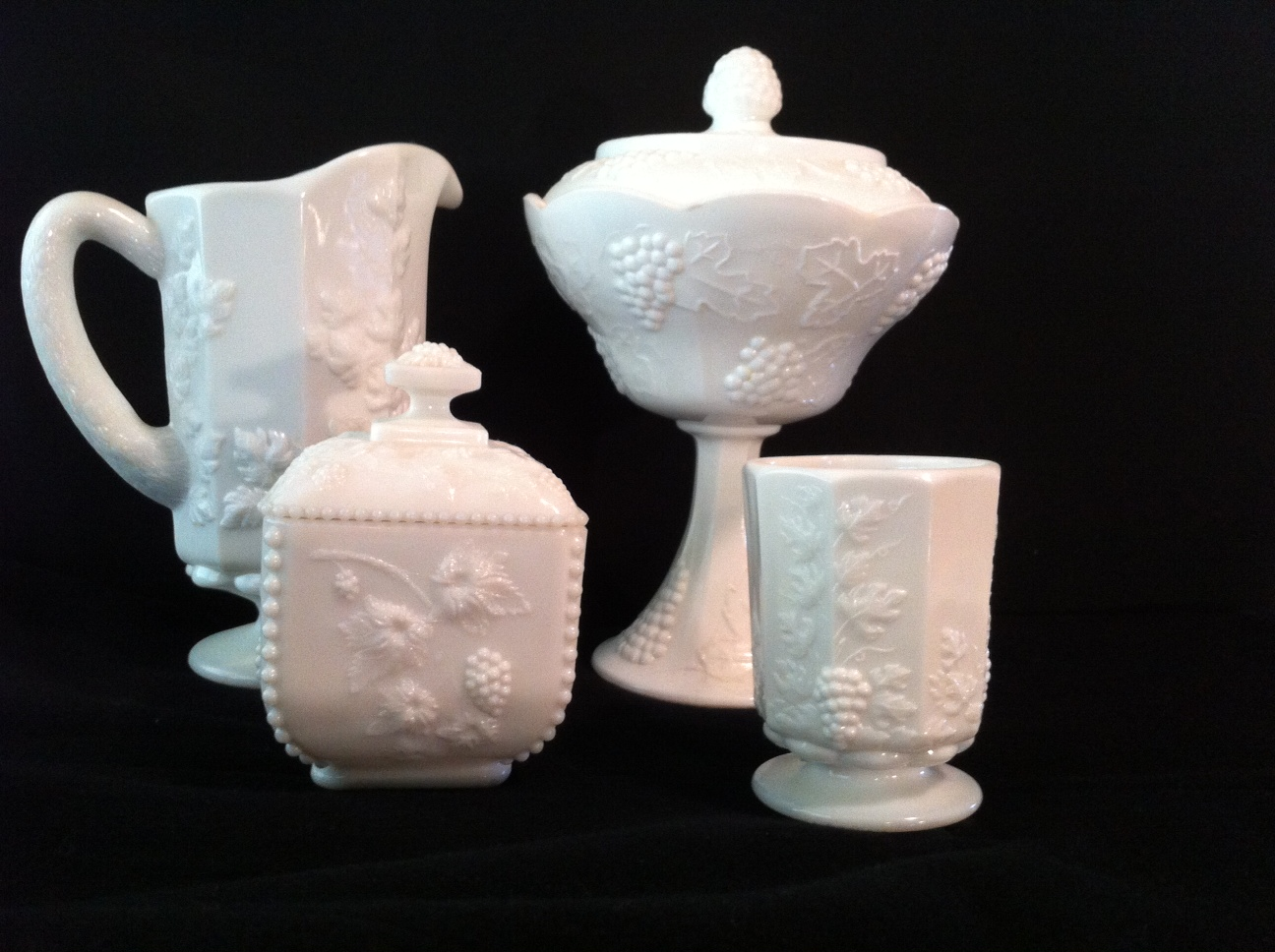
Quatre pièces de vaisselle en opaline.

L'opaline a d'abord été fabriquée à Venise au XVIe siècle (verre lattimo) comme concurrent translucide à la porcelaine. La locution anglophone "milk glass" (verre laiteux) semble relativement récente.
Utilisée dans la fabrication de vaisselle, lampes, vases, et bijoux fantaisies, le verre opalin était très populaire durant la fin de siècle. Certaines pièces réalisées pour la bourgeoisie du Gilded Age sont connues pour leur délicatesse, leurs couleurs de bon goût et leur design.

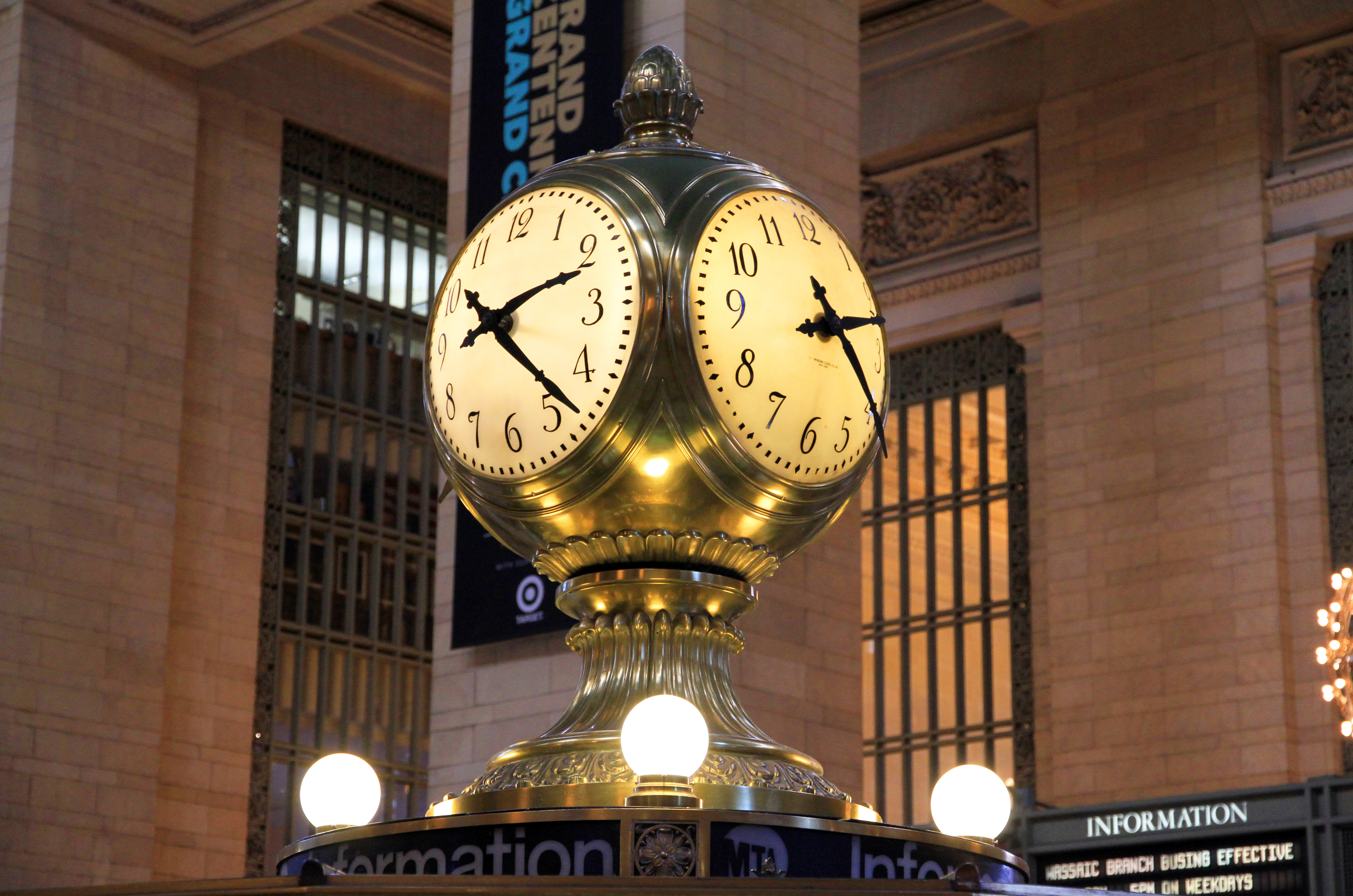
Cadrans en opaline au Grand Central Terminal à New York City

Le verre de lait est souvent utilisé pour la décoration architecturale lorsque l'un des objectifs sous-jacents est l'affichage d'informations. L'enseigne originale en opaline du Chicago Theatre a été offerte au Smithsonian Institution. Un exemple célèbre d'utilisation de l'opaline est l'horloge à quatre faces au dessus d'un des guichets du Grand Central Terminal à New York City. Barbetta, un restaurant italien de New York fondé en 1906 et toujours en activité en 2022, possède ce qui est considéré comme la dernière enseigne en opaline de la ville.

## Collection
L'opaline rassemble un nombre considérable de collectionneurs. Les fabricants de verre opalin continuent de produire aussi bien des exemplaires originaux que des reproductions de pièces populaires, aux formes et motifs faisant l'objet de collections.

## Fabricants majeurs
- Dithridge & Company
- Fenton Glass Company
- Fostoria Glass Company
- Imperial Glass Company
- Kanawha Glass Co.
- L.E. Smith Glass Company[9]
- Mosser Glass

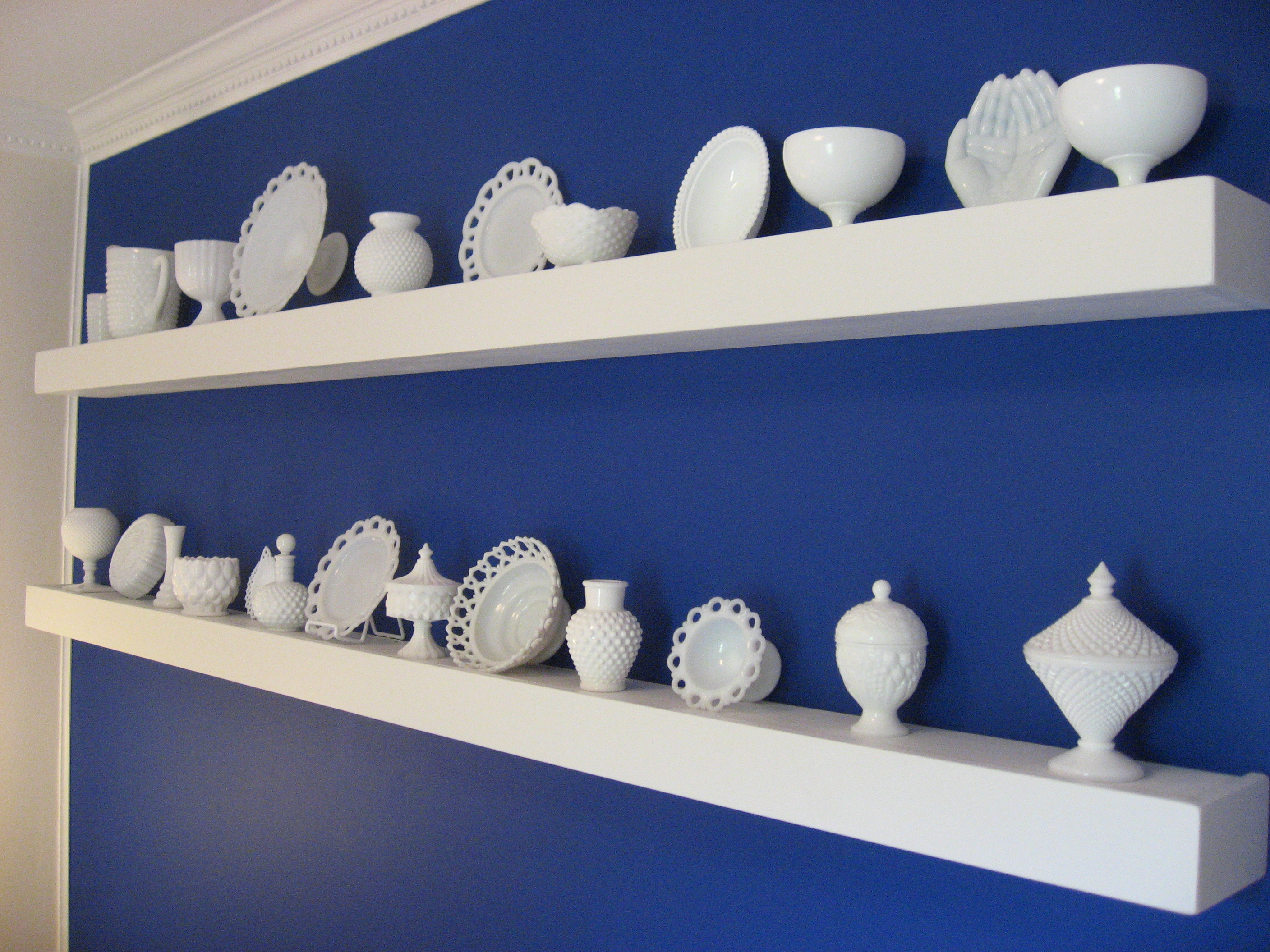
A milk glass collection

- Thai Soojung Glass Company Limited
- Westmoreland Glass Company

### Documentation
- Généralités sur l'opaline
- Fabrication du verre Murano

### Collections
- National Milk Glass Collectors Society
- National Westmoreland Glass Collectors Club